# Wysszaja liga kirgiska w piłce nożnej (2010)
Wysszaja liga (2010) – 19. edycja najwyższej piłkarskiej klasy rozgrywkowej w Kirgistanie. Rozgrywki odbywają się systemem wiosna-jesień. Wzięło w nich udział 6 drużyn, grając systemem kołowym w 4 rundach. Tytułu nie obroniła drużyna Dordoj Biszkek. Nowym mistrzem Kirgistanu został zespół Neftczi Koczkorata. Tytuł króla strzelców zdobył Tałajbek Dżumatajew, który w barwach klubu Neftczi Koczkorata strzelił 15 goli.
Zespoły Dżasztyk-Ak-Ałtyn Karasuu oraz Ak-Żol Arawan wycofały się z rozgrywek na początku kwietnia z powodów politycznych. Niedługo potem podobnie uczyniła drużyna Ałaj Osz.

## Tabela końcowa
| Lp. | Drużyna            | M  | Z  | R | P  | Bramki | Bramki | Różn. | Pkt | Uwagi |
| --- | ------------------ | -- | -- | - | -- | ------ | ------ | ----- | --- | ----- |
| 1   | Neftczi Koczkorata | 20 | 12 | 7 | 1  | 36     | 14     | +22   | 43  |       |
| 2   | Dordoj Biszkek     | 20 | 13 | 3 | 4  | 43     | 18     | +25   | 42  |       |
| 2   | Abdysz-Ata Kant    | 20 | 11 | 6 | 3  | 63     | 21     | +42   | 39  |       |
| 4   | Ałga Biszkek       | 20 | 6  | 4 | 10 | 26     | 33     | −7    | 22  |       |
| 5   | Szer Biszkek       | 20 | 4  | 3 | 13 | 19     | 58     | −39   | 15  |       |
| 6   | Chimik Karabałta   | 20 | 1  | 3 | 16 | 8      | 57     | −49   | 6   |       |